# Бабушки (песня)
Бабушки — песня группы «Аквариум», написанная в середине 1980-х годов. В 2007 году была записана на альбом «Феодализм». В 2019 году появилась новая версия песни.

## История создания
По воспоминаниям Бориса Гребенщикова песня «Бабушки» была создана примерно в 1985—1986 годах, «когда интерес органов охраны порядка к неофициальной музыке достиг такого градуса, что редкие концерты доигрывались до конца».
Песня вошла как бонус-трек в альбом «Феодализм», который записывался ещё в 1986—1991 годах, однако издан был только в 2007 году.
В 2019 году вышла новая версия песни, в создании которой принимал участие британский рок-музыкант Лу Эдмондс из Public Image Ltd.

## Клип
1 февраля 2020 года Борис Гребенщиков на собственном канале в YouTube опубликовал клип на песню, созданный Анимационно-шумовой лабораторией.

## Содержание

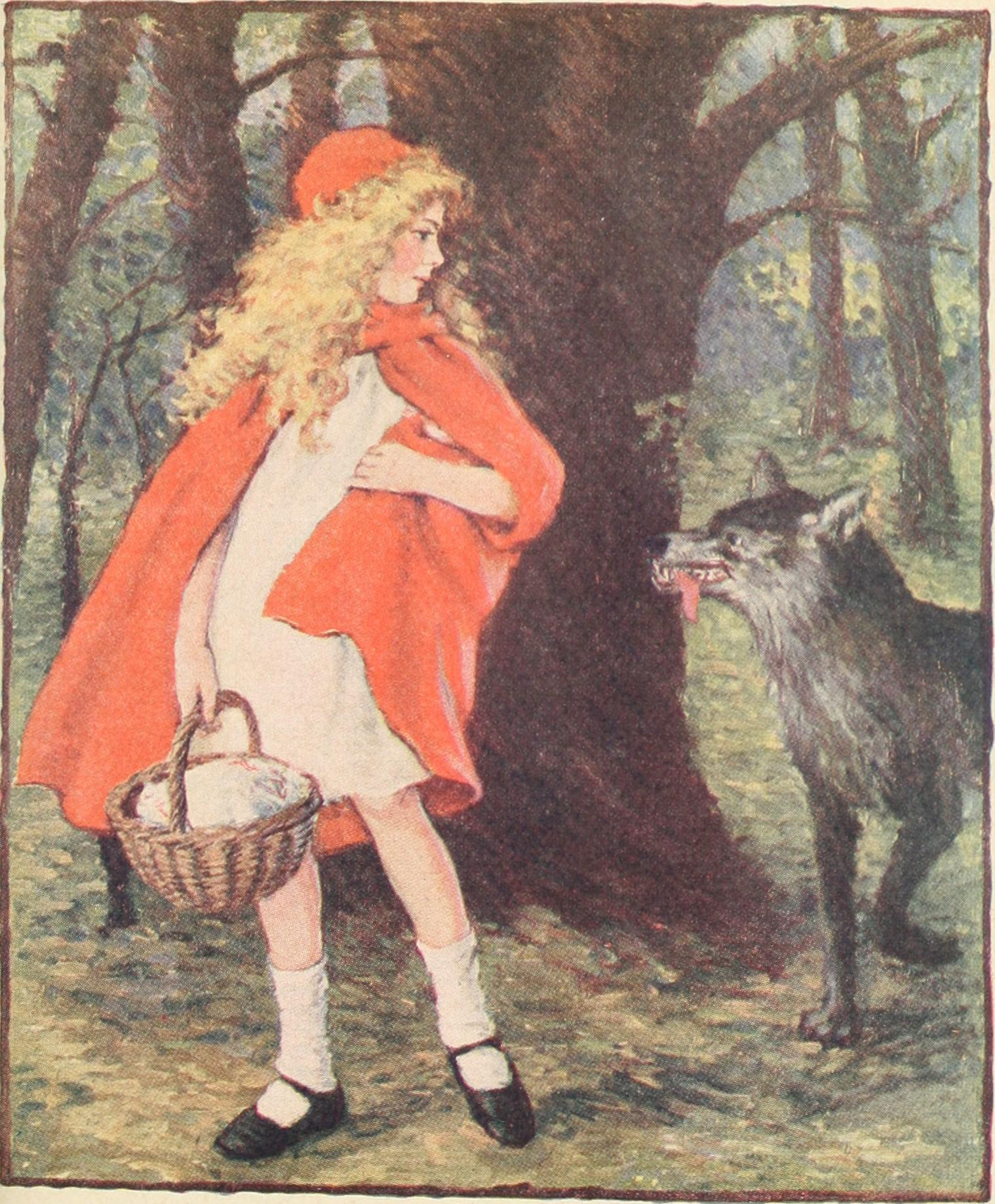

Песня в иносказательной форме повествует о непростых отношениях между молодыми рокерами эпохи восьмидесятых и работниками органов правопорядка, причём последние — это маскирующиеся под бабушек серые волки.

### Цитата из песни
Я шёл в красной шапке, я шёл петь песни.
Шёл петь песни и что-то делать после.
Я подходил к дому, увидел волчий след.
И я решил, что, наверное, у нас гости.